# Ville frontalière de garnison d'Elvas et ses fortifications
La Ville frontalière de garnison d'Elvas et ses fortifications est le complexe historique et culturel classé au patrimoine mondial de l'UNESCO en 2012, situé dans la ville d'Elvas (district de Portalegre, Portugal),.
Elle est classée Monument national depuis 2013 et Patrimoine mondial de l'UNESCO depuis le 30 juin 2012.

## Description
Le site classé a été largement fortifié entre les XVIIe et XIXe siècles siècles et représente le plus grand système de fortifications bastionnées au monde. 
À l'intérieur des remparts, la ville comprend de grandes casernes et d'autres bâtiments militaires, ainsi que des églises et des monastères. Alors qu'Elvas conserve des vestiges datant du Xe siècle, ses fortifications datent de la restauration de l'indépendance portugaise en 1640. Plusieurs des fortifications, conçues par le prêtre jésuite néerlandais Joannes Cieremans (dit Cosmander), représentent les exemples les mieux préservés de fortifications au monde provenant de l'école militaire néerlandaise. Le site comprend aussi l'aqueduc d'Amoreira, construit pour permettre de résister à un long siège.
Le site classé comprend :
- L'aqueduc d'Amoreira, construit pour résister aux longs sièges
- Le Fort de Nossa Senhora da Graça
- Le Fort de Santa Luzia
- Le Fortin de São Mamede
- Le Fortin de São Pedro
- Le Fortin de São Domingos
- La centre historique d'Elvas comprenant :
  - Le château d'Elvas
  - La Place-forte d'Elvas

## Galerie

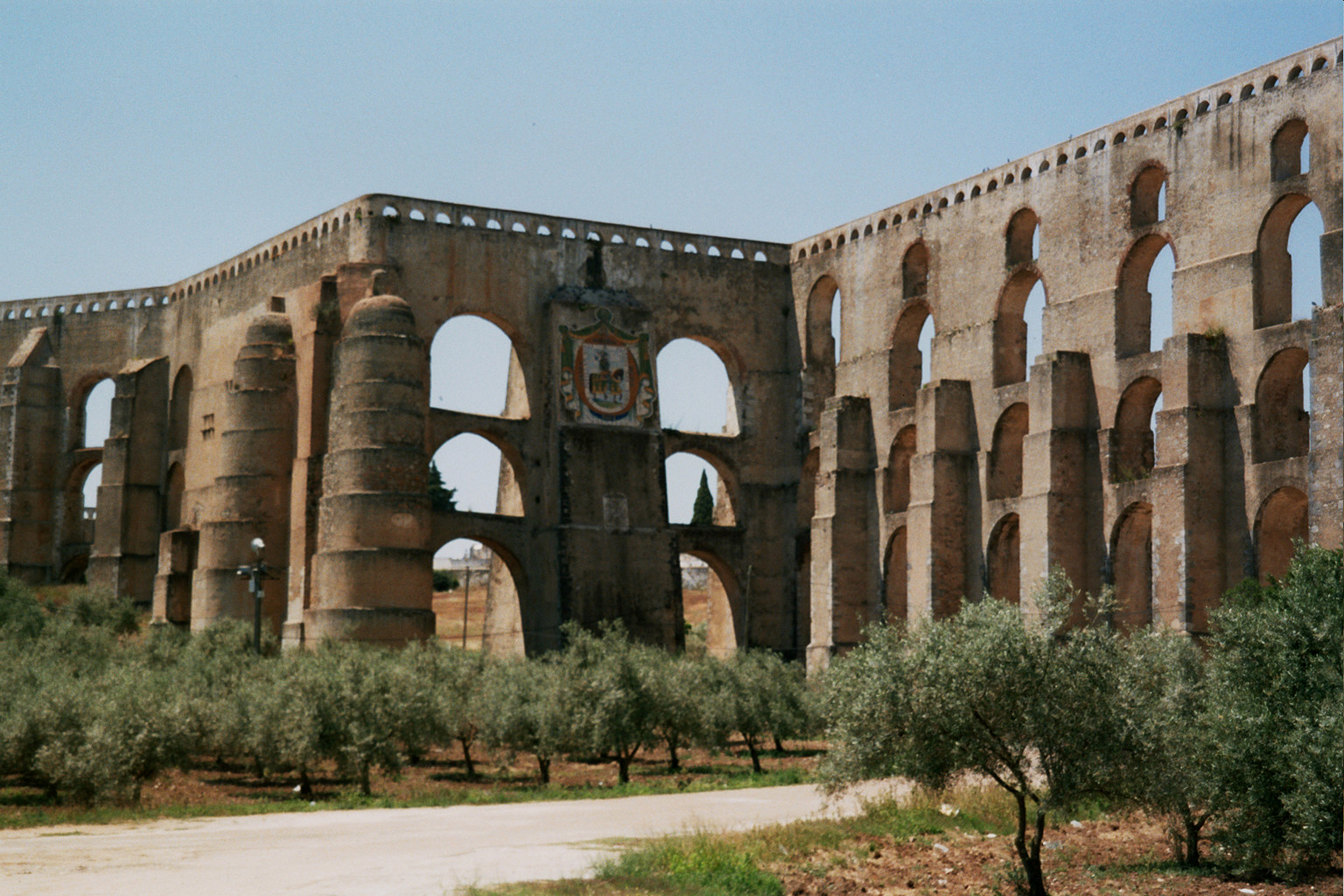
Aqueduc d'Amoreira.
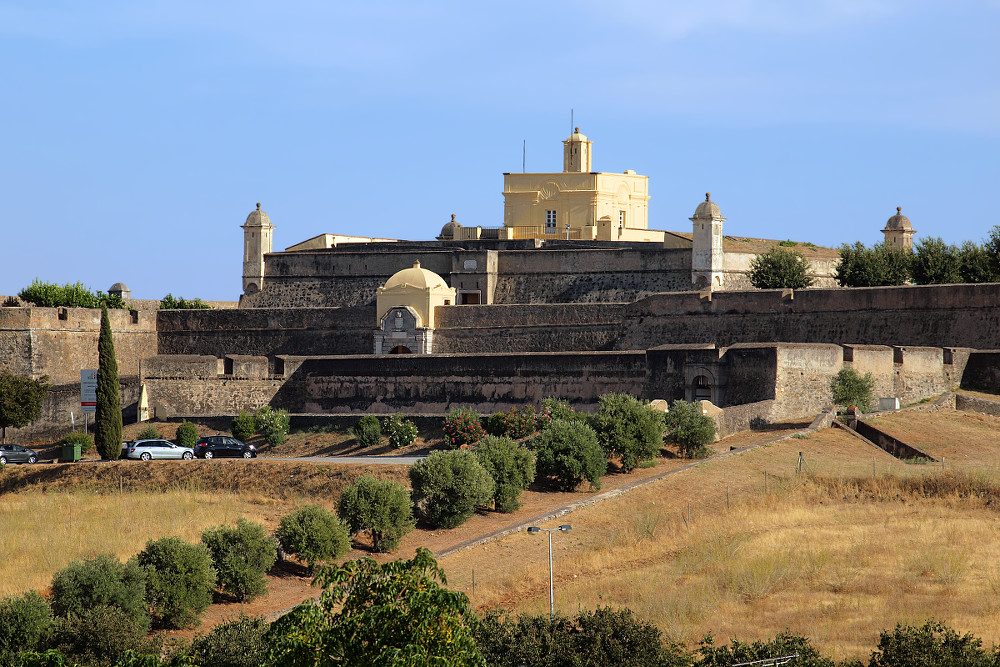
Fort de Santa Luzia.